# Old Surehand

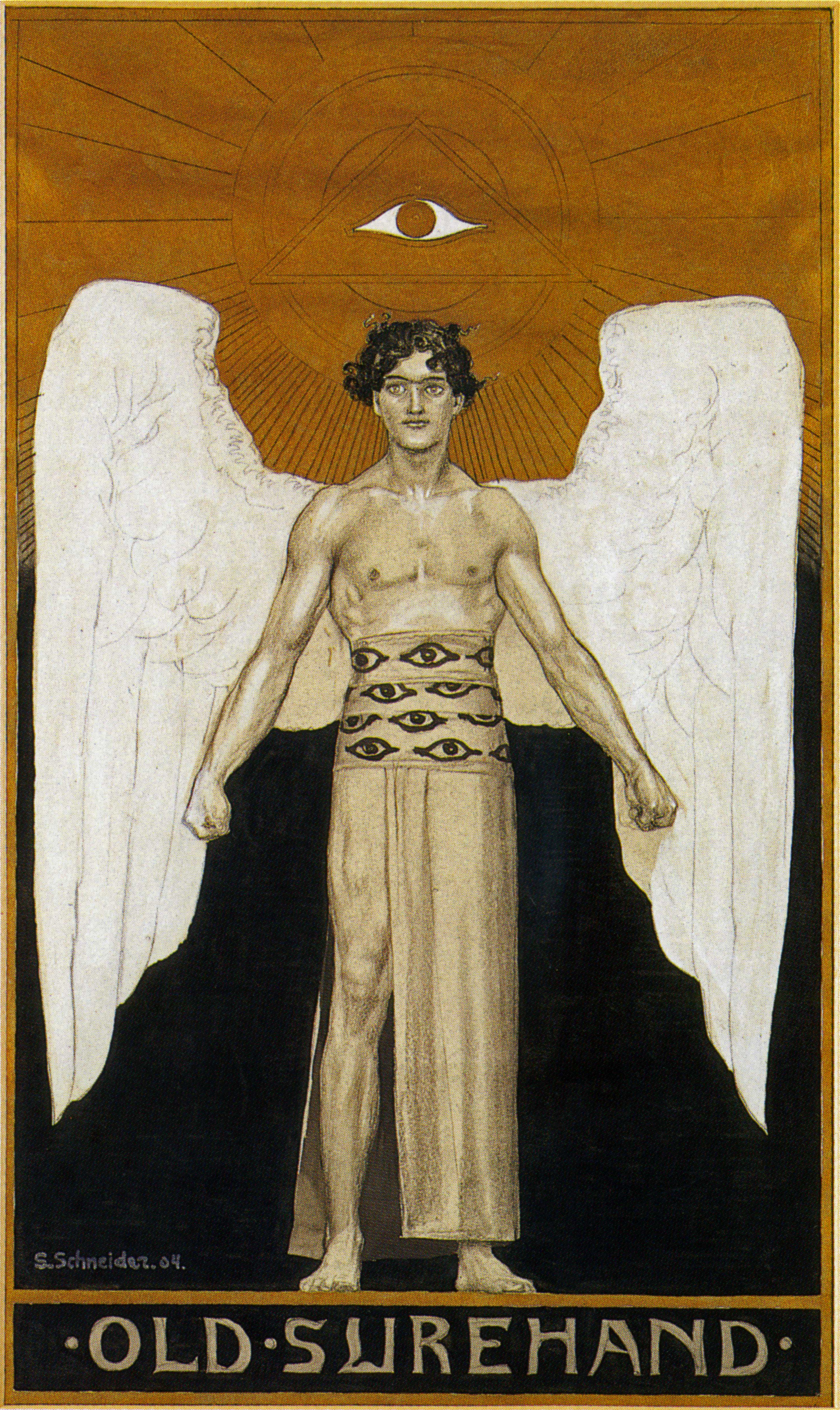
Okładka autorstwa Saschy Schenidera z 1904.

Old Surehand (ang. Pewna Ręka) – powieść przygodowa Karla Maya o tematyce Dzikiego Zachodu po raz pierwszy wydana w latach 1894–1896. Tytuł powieści stanowi przydomek jej głównego bohatera.
W formie książkowej, polski, anonimowy przekład powieści, ukazał się po raz pierwszy w 1910 w III tomach nakładem wydawnictwa „Przez Lądy i Morza”.

## Tytułowy bohater
Według opisu jednego z bohaterów powieści, Dicka Hammerdulla, tytułowy bohater powieści, Old Surehend 

To (...) mąż, którego warto otaczać szacunkiem. (...) ma on tę właściwość, że nie posiedzi długo na jednem miejscu. Strzela tylko tyle, ile mu potrzeba do życia, dlatego nie jest właściwie myśliwcem, choć z jego strzelby nie chybiła ani jedna kula. Nie zastawia sideł, nie szuka złota, nikt nie mógłby powiedzieć, dlaczego on żyje na Dzikim Zachodzie. Wygląda to, jakby czegoś szukał, czego nie może znaleźć.

## Fabuła[1]

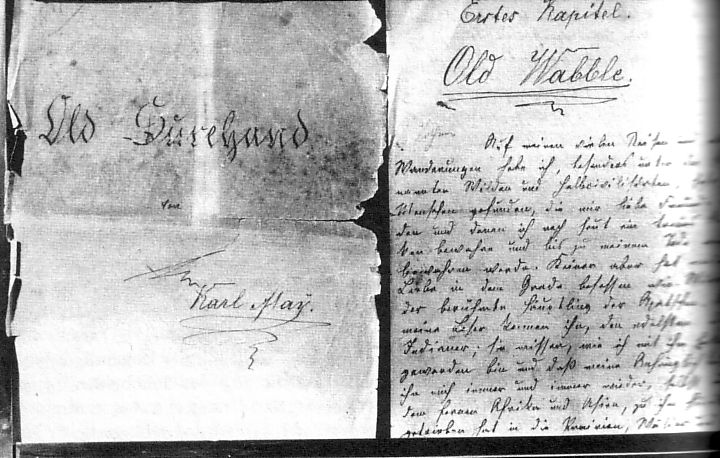
Oryginalny manuskrypt powieści.

Komancze postanawiają napaść na osadę przyjaciela Old Shatterhanda i Winnetou – Bloody Foxa. Wódz Apaczów i Old Shatterhand ruszają mu na pomoc.
W czasie wędrówki poznają jednak najważniejszą postać powieści, tajemniczego myśliwego – Old Surehanda. Old Shatterhand i Winnetou pomagają również jemu, ale tym razem w rozwiązaniu rodzinnej tajemnicy.
Przeżywają przy tym wiele emocjonujących i mrożących krew w żyłach przygód, wielokrotnie ocierając się o śmierć w starciach z Indianami i niedźwiedziami grizzly.